# The Wake (banda)
The Wake foi uma banda de rock britânica, inicialmente tinha um estilo pós punk e mais tarde, indie pop. Nasceu em Glasgou, no ano de 1981, formada por Gerard «Caesar» McInulty (ex-Altered Images), Steven Allen e Joe Donnelly, que foi depois substituído por Bobby Gillespie. Por fim, Carolyn Allen, irmã de Steven Allen, entrou na banda e assim permaneceu.

## Biografia
The Wake lançou seu primeiro compacto por seu próprio selo Scan 45, distribuindo juntos «On Our Honeymoon» e «Give Up». Este compacto atraiu eventualmente a atenção Rob Gretton, entonces o empresário da banda New Order, que ajudou com a assinatura da com o selo Factory Records, em 1982, e gravou um álbum de estúdio Harmony, no Strawberry Studio em Stockport. A isto se seguiu uma série de compactos pelo selo Factory e sua co-ligado belga Factory Benelux.
Em 1983, The Wake excursionou com New Order, pelo que a banda recebeu a atenção da crítica, mas eram frequentemente mal comparados aos colegas mais célebres. Nesse ínterem, em 1983, Bobby Gillespie foi convidado a sair, para logo em seguida ir tocar bateria com os The Jesus and Mary Chain e, mais tarde, obter maior sucesso com sua própria banda Primal Scream. Assim Alexander «Mac» Macpherson substituiu Gillespie naquele ano. Em 1983 ainda, a banda gravou uma sessão no programa de John Peel, BBC Radio 1.
A banda excursionou extensivamente e conseguiu êxito de estilo indie, «Talk About The Past», de 1984, na qual contou com a participação ao piano de Vini Reilly, dos Durutti Column. Em 1985, a gravação e o lançamento do álbum «Here Comes Everybody» marcaram o ápice da trajetória do conjunto. Depois, novos lançamentos tornaram-se poucos e esparsos. O compacto "Of The Matter" saiu em 1985 antes de seu último lançamento pelo selo Factory, um EP de quatro faixas, intitulado "Something That No One Else Could Bring", que só saiu em 1987.

### Factos recentes
Durante o outono de 2009, McInulty e Allen reuniram-se, restaurando os The Wake com a gravação de um disco novo, «A Light Far Out», cuja programação de laçamento ficou para o início de 2012.

## Discografia

### Compactos
- "On Our Honeymoon" (7" SCAN, 1982)
- "Something Outside" / "Host" (12" Factory Benelux, 1983) (No.23)
- "Talk About The Past" (7"/12" Factory, 1984) (No.11)
- "Of The Matter" (7" Factory, 1985) (No.22)
- "Something That No One Else Could Bring" EP  (12" Factory, 1987)
- "Crush The Flowers" / "Carbrain"  (7" Sarah, 1989)
- "Major John" / "Lousy Pop Group"  (7" Sarah, 1991)

### Álbums
- Harmony (Factory, 1982)
- Here Comes Everybody (Factory, 1985) (No.20)
- Make It Loud (Sarah, 1990)
- Tidal Wave Of Hype (Sarah, 1994)
- Assembly (live, LTM, 2002)
- Holy Heads (compilation, LTM, 2002)
- A Light Far Out (LTM, 2012)

as  The Occasional Keepers:
- The Beauty Of An Empty Vessel (LTM, 2005)
- True North (LTM, 2008)